# Pavel Patera
Pavel Patera (* 6. září 1971, Kladno) je český hokejový trenér a bývalý hokejový útočník. V březnu 2024 se stal hlavním trenérem v klubu HC Energie Karlovy Vary.
V minulosti byl společně s Martinem Procházkou a Otakarem Vejvodou součástí proslulé kladenské útočné řady zvané „Blue Line“. Stal se olympijským vítězem, čtyřnásobným mistrem světa a mistrem tří lig (české v klubu HC Vsetín, ruské v klubu Avangard Omsk a švédské v klubu Färjestads BK).

## Reprezentační kariéra
Pavel Patera odehrál za reprezentaci 197 utkání a vstřelil 48 branek, je vítězem Zimních olympijských her 1998, světovým šampionem z mistrovství světa ve Vídni 1996, v Lillehammeru 1999, v Petrohradě 2000 a v Norimberku 2001 a bronzovým medailistou z mistrovství světa v letech 1997 a 1998.
Na Mistrovství světa v roce 1996 hrál v útoku s Martinem Procházkou a Otakarem Vejvodou. Ve finále proti Kanadě přihrál Procházkovi na vítězný gól v čase 59:41.
V roce 1997 na Mistrovství světa v Helsinkách s Martinem Procházkou a Vladimírem Vůjtkem na křídlech tvořil nejproduktivnější útok turnaje.
Olympijský turnaj v Naganu v roce 1998 hrál v útoku s levým křídlem Martinem Procházkou. Na pravém křídle Paterova útoku nastupoval v základní skupině Jan Čaloun a ve vyřazovací části Milan Hejduk. Ve vítězném semifinále proti Kanadě Pavel Patera přihrál na český gól Jiřímu Šlégrovi a ve finále proti Rusku přihrál na vítězný gól Petra Svobody.
Ve finále Mistrovství světa v roce 2001 přihrál na vítězný gól Davidu Moravcovi.

## Trenérská kariéra
Sportovní kariéru ukončil po sezóně 2014/2015. Během ročníku 2015/2016 působil jako trenér dorostu týmu PZ Kladno, před následující sezónou se stal hlavním trenérem Rytířů Kladno. Od sezony 2016/2017 se pak posunul do role asistenta trenéra, hlavním koučem se stal Miloslav Hořava.
V sezóně 2018/2019 se přesunul do týmu BK Mladá Boleslav, kde se stal asistentem trenéra. Od následující sezóny byl s Radimem Rulíkem rovnocenným trenérem. Ve funkci skončil na vlastní žádost k 31. lednu 2022. V dubnu 2022, po skončení předchozího ročníku, přišel Patera do týmu HC Sparta Praha na pozici hlavního trenéra. V listopadu 2022 s ním vedení Sparty Praha rozvázalo smlouvu kvůli neuspokojivým výkonům.
V březnu 2024 se stal hlavním trenérem klubu HC Energie Karlovy Vary.

## Ocenění a úspěchy
- 1993 ČHL – Nejlepší nahrávač
- 1993 ČHL – Nejproduktivnější hráč
- 1994 ČHL – Nejlepší nahrávač
- 1994 ČHL – Nejproduktivnější hráč
- 1996 ČHL – Nejtrestanější hráč v playoff
- 1997 MS – Nejlepší nahrávač
- 1999 ČHL – Nejlepší hráč v pobytu na ledě +/− v playoff
- 1999 ČHL – Nejlepší nahrávač v playoff
- 2007 ČHL – Nejlepší nahrávač
- 2008 Zvolen do Síně slávy českého hokeje
- 2025 Klub legend české extraligy[10]
- Je členem Klubu hokejových střelců deníku Sport

## Prvenství
- Debut v NHL – 1. října 1999 (Dallas Stars proti Pittsburgh Penguins)
- První asistence v NHL – 1. října 1999 (Dallas Stars proti Pittsburgh Penguins)
- První gól v NHL – 9. října 1999 (San Jose Sharks proti Dallas Stars)

## Klubová statistika
| Sezóna       | Klub                  | Soutěž       |     | Základní část | Základní část | Základní část | Základní část | Základní část |    | Play off | Play off | Play off | Play off | Play off |
| Sezóna       | Klub                  | Soutěž       | Z   | G             | A             | B             | TM            | Z             | G  | A        | B        | TM       |          |          |
| 1990–91      | Poldi SONP Kladno     | ČSHL         | 3   | 0             | 0             | 0             | 0             | —             | —  | —        | —        | —        |          |          |
| 1991–92      | Poldi SONP Kladno     | ČSHL         | 38  | 12            | 10            | 22            | 20            | 8             | 8  | 7        | 15       | 6        |          |          |
| 1992–93      | Poldi SONP Kladno     | ČSHL         | 33  | 8             | 19            | 27            | 42            | —             | —  | —        | —        | —        |          |          |
| 1993–94      | Poldi SONP Kladno     | ČHL          | 43  | 21            | 39            | 60            | 22            | 11            | 5  | 10       | 15       | 8        |          |          |
| 1994–95      | Poldi SONP Kladno     | ČHL          | 43  | 26            | 49            | 75            | 24            | 11            | 5  | 7        | 12       | 8        |          |          |
| 1995–96      | HC Poldi Kladno       | ČHL          | 40  | 24            | 31            | 55            | 38            | 8             | 3  | 2        | 5        | 34       |          |          |
| 1996–97      | AIK Stockholm         | SEL          | 50  | 19            | 24            | 43            | 44            | 7             | 2  | 3        | 5        | 6        |          |          |
| 1997–98      | AIK Stockholm         | SEL          | 46  | 8             | 17            | 25            | 50            | —             | —  | —        | —        | —        |          |          |
| 1998–99      | HC Slovnaft Vsetín    | ČHL          | 51  | 15            | 38            | 53            | 58            | 12            | 5  | 10       | 15       | 2        |          |          |
| 1999–00      | Dallas Stars          | NHL          | 12  | 1             | 4             | 5             | 4             | —             | —  | —        | —        | —        |          |          |
| 1999–00      | HC Slovnaft Vsetín    | ČHL          | 29  | 8             | 14            | 22            | 48            | 9             | 3  | 4        | 7        | 8        |          |          |
| 2000–01      | Minnesota Wild        | NHL          | 20  | 1             | 3             | 4             | 4             | —             | —  | —        | —        | —        |          |          |
| 2000–01      | Cleveland Lumberjacks | IHL          | 54  | 8             | 44            | 52            | 22            | —             | —  | —        | —        | —        |          |          |
| 2001–02      | HC Vagnerplast Kladno | ČHL          | 3   | 0             | 2             | 2             | 0             | —             | —  | —        | —        | —        |          |          |
| 2001–02      | Avangard Omsk         | RSL          | 28  | 5             | 8             | 13            | 30            | 11            | 1  | 3        | 4        | 6        |          |          |
| 2002–03      | Avangard Omsk         | RSL          | 51  | 14            | 32            | 46            | 68            | 12            | 2  | 4        | 6        | 6        |          |          |
| 2003–04      | Avangard Omsk         | RSL          | 59  | 16            | 24            | 40            | 48            | 11            | 0  | 3        | 3        | 6        |          |          |
| 2004–05      | HC Rabat Kladno       | ČHL          | 49  | 13            | 30            | 43            | 50            | 6             | 2  | 2        | 4        | 27       |          |          |
| 2005–06      | HC Rabat Kladno       | ČHL          | 29  | 11            | 10            | 21            | 48            | —             | —  | —        | —        | —        |          |          |
| 2005–06      | Färjestads BK         | SEL          | 8   | 0             | 0             | 0             | 4             | 18            | 2  | 0        | 2        | 16       |          |          |
| 2006–07      | HC Rabat Kladno       | ČHL          | 52  | 18            | 39            | 57            | 89            | 3             | 0  | 0        | 0        | 4        |          |          |
| 2007–08      | HC GEUS OKNA Kladno   | ČHL          | 52  | 19            | 22            | 41            | 68            | 9             | 5  | 2        | 7        | 4        |          |          |
| 2008–09      | HC GEUS OKNA Kladno   | ČHL          | 51  | 17            | 28            | 45            | 34            | —             | —  | —        | —        | —        |          |          |
| 2009–10      | HC GEUS OKNA Kladno   | ČHL          | 47  | 13            | 24            | 37            | 103           | —             | —  | —        | —        | —        |          |          |
| 2010–11      | HC Vagnerplast Kladno | ČHL          | 52  | 7             | 22            | 29            | 54            | —             | —  | —        | —        | —        |          |          |
| 2011–12      | Rytíři Kladno         | ČHL          | 52  | 10            | 17            | 27            | 26            | 3             | 1  | 3        | 4        | 4        |          |          |
| 2012–13      | Rytíři Kladno         | ČHL          | 42  | 10            | 22            | 32            | 44            | 10            | 2  | 4        | 6        | 2        |          |          |
| 2013–14      | Rytíři Kladno         | ČHL          | 40  | 5             | 21            | 26            | 20            | —             | —  | —        | —        | —        |          |          |
| 2014–15      | HC Olomouc            | ČHL          | 48  | 8             | 6             | 14            | 44            | —             | —  | —        | —        | —        |          |          |
| Celkem v ČHL | Celkem v ČHL          | Celkem v ČHL | 723 | 225           | 414           | 639           | 770           | 82            | 40 | 44       | 84       | 95       |          |          |

## Reprezentace
- Premiéra v reprezentaci – 16.4.1994 v Augsburgu proti Německu (přátelské utkání, 0:3)
- Poslední utkání v reprezentaci – 7.9.2003 v Pardubicích proti Finsku (Česká pojišťovna Cup 2003, 1:3)

| Rok                       | Tým                       | Soutěž                    | Z  | G  | A  | B  | TM |
| ------------------------- | ------------------------- | ------------------------- | -- | -- | -- | -- | -- |
| 1995                      | Česko                     | MS                        | 7  | 0  | 0  | 0  | 4  |
| 1996                      | Česko                     | MS                        | 8  | 3  | 5  | 8  | 2  |
| 1996                      | Česko                     | SP                        | 2  | 0  | 1  | 1  | 0  |
| 1997                      | Česko                     | MS                        | 9  | 3  | 8  | 11 | 4  |
| 1998                      | Česko                     | OH                        | 6  | 2  | 3  | 5  | 0  |
| 1998                      | Česko                     | MS                        | 9  | 6  | 3  | 9  | 12 |
| 1999                      | Česko                     | MS                        | 10 | 3  | 4  | 7  | 6  |
| 2000                      | Česko                     | MS                        | 9  | 1  | 1  | 2  | 4  |
| 2001                      | Česko                     | MS                        | 9  | 0  | 5  | 5  | 2  |
| 2002                      | Česko                     | OH                        | 4  | 0  | 0  | 0  | 0  |
| 2002                      | Česko                     | MS                        | 7  | 2  | 3  | 5  | 4  |
| Mistrovství světa 8×      | Mistrovství světa 8×      | Mistrovství světa 8×      | 68 | 18 | 29 | 47 | 38 |
| Olympijské hry 2×         | Olympijské hry 2×         | Olympijské hry 2×         | 10 | 2  | 3  | 5  | 0  |
| Kanadský/Světový pohár 1× | Kanadský/Světový pohár 1× | Kanadský/Světový pohár 1× | 2  | 0  | 1  | 1  | 0  |

Celková bilance 198 utkání/48 branek